# Gutierre Tibón

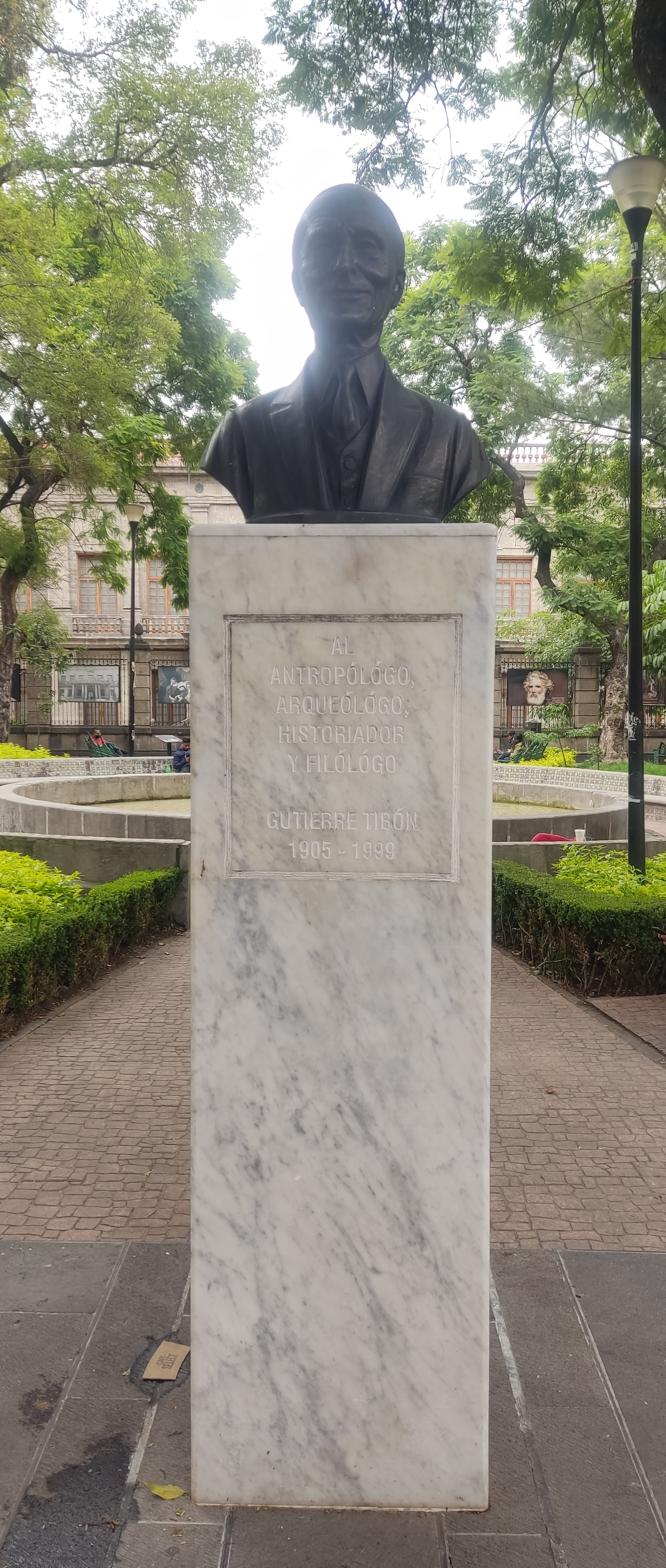
Busto de Tibon, ubicado en el parque detrás del Museo Nacional de San Carlos

Gutierre Tibón (Milán, Italia, 16 de julio de 1905 - Cuernavaca, Morelos, 15 de mayo de 1999) fue un escritor italomexicano. Escribió extensamente sobre temas de identidad cultural, mezclando las ideas de la antropología, la lingüística, la psicología, la filosofía, la etnología, la sociología y la ciencia política.

## Vida y obra
Tibón nació en Lombardía (Italia). En sus primeros años trabajó como vendedor de máquinas de escribir, y diseñó y patentó el modelo portátil que los industriales suizos comenzaron a producir: la Hermes Baby, cuyas regalías le permitieron vivir con cierto desahogo.
Después de viajar extensamente por Europa y por América por su trabajo, sus visitas a México lo llevaron a sentirse atraído por el país, y a él se trasladó en 1940. Se estableció como escritor y personalidad de la radio. Antes de llegar a México sólo había publicado dos libritos (en italiano y en francés), pero en ese país y en español publicaría más de 33 libros. Su primer trabajo importante fue en la cultura y en las perspectivas de futuro de México. En "México, 1950: Un país en futuro" (1942) aguarda con interés lo que llamó un Feliz México, que él pensaba que podría lograrse en 1950. Abogó por un fuerte liderazgo y la intervención del gobierno para promover la educación de masas. Más tarde tuvo un éxito con "Viaje a la India por el aire", que se originó en la radiodifusión a partir de las conversaciones con el poeta Ricardo López Méndez sobre sus viajes en el Oriente Medio de camino a la India. La capacidad de Tibón para mezclar anécdotas, observaciones filosóficas y el comentario político sobre la cultura de los países por los que pasó el poeta durante el viaje es de gran popularidad.

Qué bueno que existen los sabios no académicos como Gutierre Tibón, Ernesto de la Peña, Arrigo Coen Anitúa y José E. Iturriaga, entre otros, que pueden o no dar clases, diplomados, conferencias o dedicarse libre y tranquilamente a investigar sin rendir informes a las autoridades [...], que les tienen sin cuidado el Sistema Nacional de Investigadores y el informe de fin de año. Su sabiduría está en sus libros, en sus comunicaciones verbales o escritas y sus lectores y escuchas así lo reconocen y premian. [...] Feliz Gutierre Tibón que podía escribir tranquilamente sobre el ombligo y decir cosas interesantísimas sobre los significados atribuidos al considerado centro corporal. Sólo un gran erudito con mente libre podía hacerlo y debemos agradecérselo.
Álvaro Matute

## Premios y distinciones
- Doctorado honoris causa por la Universidad Michoacana de San Nicolás de Hidalgo el 11 de octubre de 1946.[3]
- Miembro honorario de la Academia Mexicana de la Lengua, el 10 de diciembre de 1987.[4][3]
- Condecoración de la Orden Mexicana del Águila Azteca en grado de Encomienda, en 1972.[3]
- Premio Internacional Alfonso Reyes, en 1988.[3][1]
- Cruz al mérito de la República Austríaca, en 1959.[3]
- Miembro de la Academia Mexicana de Genealogía y Heráldica, en 1946.[3]
- Miembro de la Academia Nacional de Ciencias de México, en 1958.[3]
- Medalla del Instituto de Investigaciones sobre el Hombre, 1989.

## Obras publicadas
- México 1950, un país en futuro, 1942
- Viaje a la India por el aire, 1944
- América, setenta siglos de la historia de un nombre, 1945
- Aventuras de Gog y Magog, 1946
- Origen, vida y milagros de su apellido, 1946
- Divertimentos lingüísticos de Gog y Magog, 1947
- Diccionario etimológico de nombres propios de persona, 1956
- Introducción al budismo, 1957
- Ventana al mundo invisible, 1960
- Onomástica hispanoamericana, índice de siete mil nombres y apellidos castellanos, vascos, árabes, judíos, italianos, indoamericanos, etc. y un índice toponímico, 1961
- Pinotepa Nacional, mixtecos, negros y triquis, 1961
- Versos decaglotos 1919-1940, 1964
- Mujeres y diosas en México, 1967
- México en Europa y en África, 1970
- El mundo secreto de los dientes, 1972
- Historia del nombre y de la fundación de México , 1975
- El ombligo como centro erótico, 1979
- El ombligo como centro cósmico: Una contribución a la historia de las religiones, 1981
- La tríade prenatal: cordón, placenta, amnios. Supervivencia de la magia paleolítica, 1981
- Olinala, 1982
- Aventuras en México (1937-1983) con los elogios de los estados desde Aguascalientes hasta Zacatecas, dos incursiones en el ex México y un índice de más de 2600 nombres, 1983
- El jade en México: el mundo esotérico del "Chalchihuite", 1983
- La ciudad de los hongos alucinantes, 1983
- Los ritos mágicos y trágicos de la pubertad femenina, 1984
- Aventuras en las cinco partes del mundo (con un brinco a Úbeda), 1986
- Diccionario etimológico comparado de nombres propios de personas, 1986
- Diccionario etimológico comparado de los apellidos españoles, hispanoamericanos y filipinos, 1988
- Nuevo diálogo de la lengua : como ablarás i escribirás en el siglo XXI. Nueva pronuncia, 1994